# キングストン・アポン・テムズ区
キングストン・アポン・テムズ王室特別区（キングストン・アポン・テムズおうしつとくべつく、英: Royal Borough of Kingston upon Thames）は、イギリスのロンドン南西部にある自治区。1963年ロンドン政府法により設置された :5 。イングランドに現存する4つの王室特別区の中で最も古い。

## 地区
- ベリーランズ (Berrylands)
- カンバリー (Canbury)
- チェシントン (Chessington)
- クーム (Coombe)
- フック (Hook)
- キングストン・アポン・テムズ (Kingston upon Thames)
- キングストン・ヴェール (Kingston Vale)
- モールデン・ラシェット (Malden Rushett)
- モッツパル・パーク (Motspur Park) - マートン区に跨がっている。
- ニュー・モールデン (New Malden) - マートン区に跨がっている。韓国人が集住するコリア・タウンがある。
- ノービトン (Norbiton)
- オールド・モールデン (Old Malden)
- ハンプトン・ウィック (Hampton Wick)
- サービトン (Surbiton)
- トルワース (Tolworth)

## 地理
グレーター・ロンドン内の北西から西側にかけてリッチモンド・アポン・テムズ区 (London Borough of Richmond upon Thames)、北東側ではワンズワース区 (London Borough of Wandsworth)、東側ではマートン区 (London Borough of Merton)、サットン区 (London Borough of Sutton) に接する。
南西・南東・南側はサリー州となり、エルムブリッジ (Borough of Elmbridge)、エプソム・アンド・ユーエル (Epsom and Ewell)、モル・ヴァリー (Mole Valley) と隣接する。元来、1963年ロンドン政府法によりグレーターロンドンに編入されるまではサリー州の一地域だった。そのためか、2020年までサリーのカウンシル（州議会）は同キングストン区内にあった。

## 経済
セガ・アミューズメント・インターナショナル本社が、チェシントンに置かれている。
また、かつてソッピースの飛行機工場がキングストンのカンバリー・パークにあった。第一次世界大戦では、複葉機キャメルが製造された。さらに第二次世界大戦では、倒産したソッピースの後継会社ホーカー・エアクラフトがハリケーンを設計した地になる。

## スポーツ
サッカーチームキングストニアンFCなどが本拠地とする。

## 関係者
出身者
- エドワード・マイブリッジ（写真家、ニューメディアアーティスト） - キネトスコープ、シネマトグラフの基礎となった「動く馬」撮影。米国を経てキングストン・アポン・テムズで居住死去
- ジョン・ゴールズワージー（小説家）
- ジョン・マーティン (ミュージシャン)
- 木村佳乃（日本の女優）
- ケリー・ライリー（女優） - チェシントン生まれ
- カリーナ・ブライアント（女性柔道家）

居住その他ゆかりある人物
- エリック・クラプトン（ミュージシャン） - キングストン西隣サリー州のリプリー（英語版）生まれ。1961年にキングストンのホリフィールド・スクール (en) 、続いてキングストン美術学校（現 キングストン大学）に学んだ。